# CNN Business
CNN Business, tidigare CNN Money, är en webbplats med nyheter om finans och ekonomi. Webbplatsen, som drivs av CNN, lanserades år 2001 och ersatte då CNNfn (CNN financial news).